# Alter Friedhof Minden

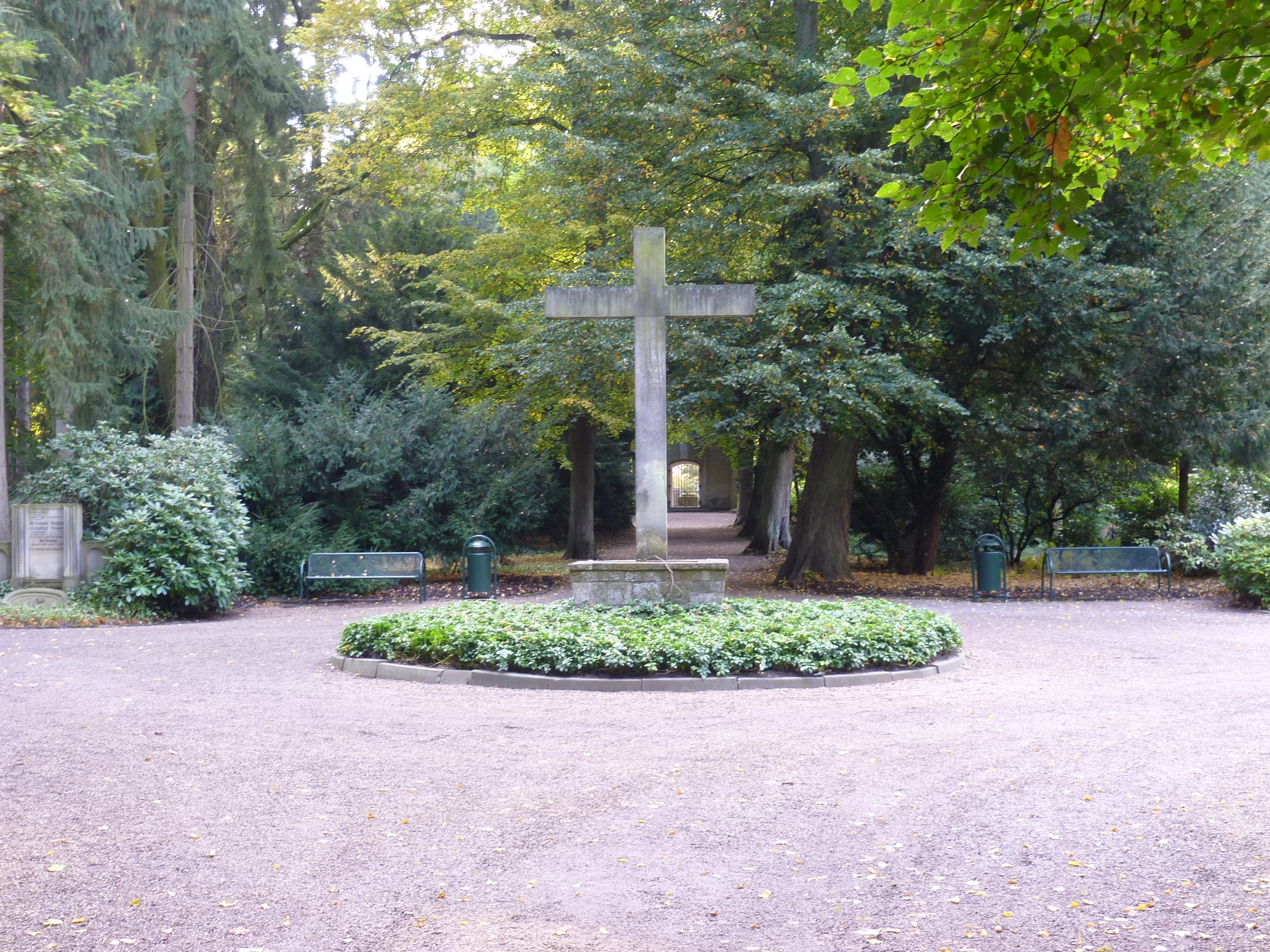
Kreuz auf dem zentralen Platz des Alten Friedhofs

Der Alte Friedhof Minden ist eine denkmalgeschützte Friedhofsanlage in der ostwestfälischen Stadt Minden. Sie liegt im Königsglacis westlich der Innenstadt vor den alten Festungsmauern und somit außerhalb der alten Festungsstadt.

## Geschichte
Der Alte Friedhof Minden wurde 1808 von der Mindener Kirchengemeinde St. Martini gegründet. Die preußische Regierung hatte ein Gesetz, das sogenannte Preußische Landrecht erlassen, nach dem es keine Beerdigungen mehr innerhalb der Stadt geben darf.
Die Kirchengemeinde St. Martini stellte einen Antrag beim Rat der Stadt auf einen gemeindeeigenen Friedhof vor den Festungsmauern, der 1808 stattgegeben wurde. Man wies der Gemeinde das Gelände vor dem Königstor zu. Er ist als einziger Friedhof vor den Festungsmauern bis heute bestehen geblieben.
Als die Festung 1873 geschleift wurde, kam es zur Erweiterung des Alten Friedhofs auf die dann aufgelassene Festung und die Umgestaltung des Friedhofs. Ein für das 19. Jahrhundert typisches Vierfeldanlage mit Achsenkreuz und einem zentralen Platz wurde angelegt.
Auf dem Friedhof wurden zunächst nur Gemeindemitglieder bestattet, später als der Friedhof in den Besitz der Stadt Minden überging, konnten hier alle Bewohner der Stadt Minden hier beerdigt werden. Daneben gab es zwei konfessionelle Begräbnisstätten, den Juden- und den Quäkerfriedhof.
1904 wurde der Friedhof durch den Nordfriedhof und später durch den Südfriedhof als Begräbnisstätte der Stadt Minden ergänzt und später ersetzt.
Seit 1998 steht der Alte Friedhof unter Denkmalschutz.

## Gedenksteine

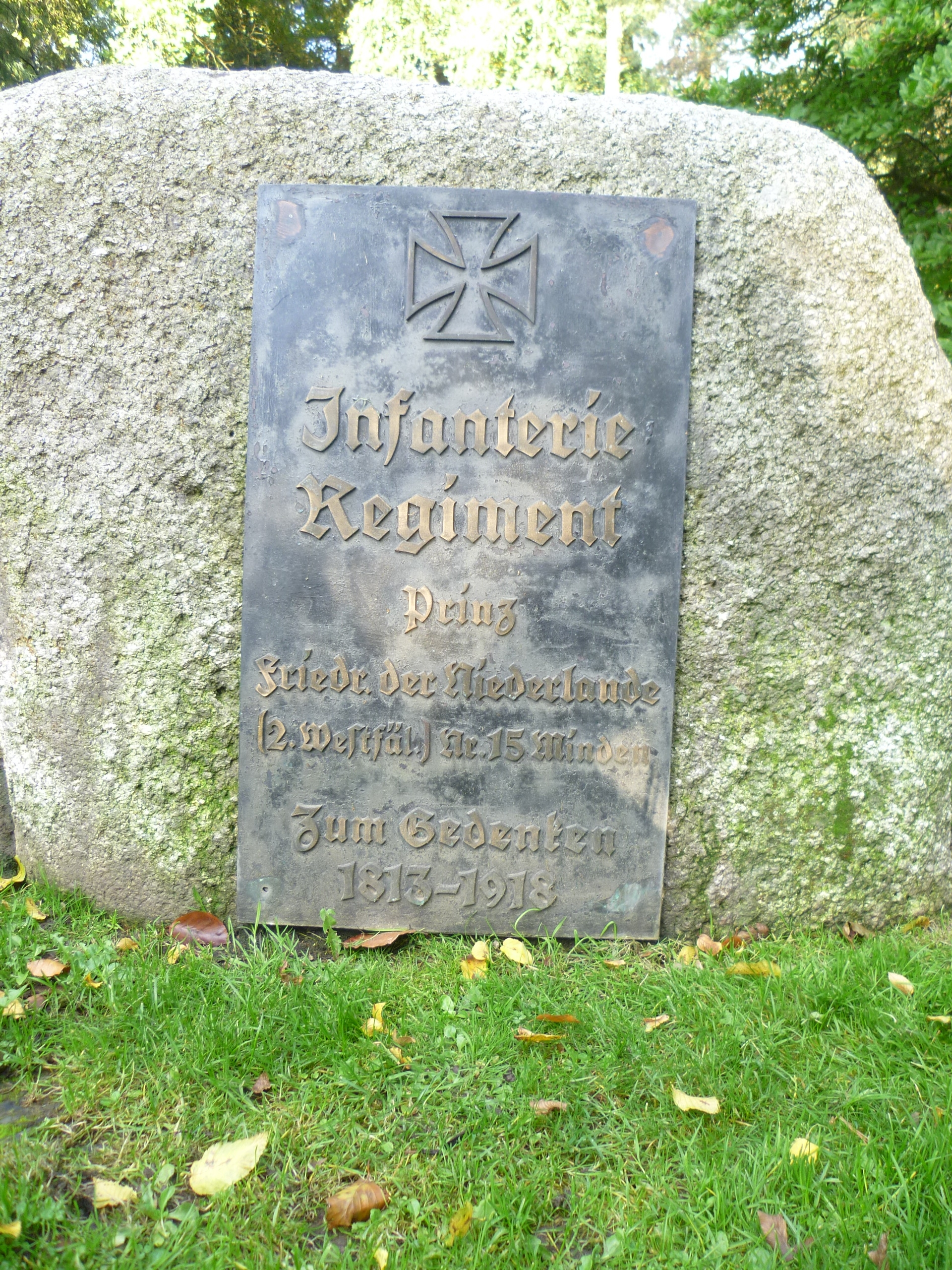
Gedenkstein des Infanterieregiments

Auf dem Alten Friedhof finden sich mehrere Gedenksteine, die nicht immer vollständig erhalten sind. So gibt es einen großen Findling, der am 19. Mai 1968 zur Gedenkstätte der 94. Infanterie-Division geweiht worden ist und den Toten des Zweiten Weltkriegs gedenkt.
Weiterhin findet sich ein als Leichenhalle genutzter Bau des Infanterie-Regiments „Prinz Friedrich der Niederlande“ (2. Westfälisches) Nr. 15; die Gefallenentafeln erinnern an den Deutsch-Französischen Krieg 1870/71.

## Botanischer Garten
Der Alte Friedhof wurde in den 1950er-Jahren als Botanischer Garten und Lehrgarten der Stadt Minden angelegt. Die Umgestaltung des unter Denkmalschutz stehenden Geländes erfolgte nach Aufgabe des Friedhofs als Hauptbeisetzungsstätte der Stadt Minden ab 1951. Erste Pläne dazu hatte man jedoch schon 1920, als erste Schritte in Richtung Parkanlage eingeleitet wurden. Zudem entstand ein Botanischer Lehrpfad und ein Steingarten sowie ein Rosengarten und ein Wassergarten.